# راشيل واينبرغ
راشيل واينبرغ (بالفرنسية: Rachel Weinberg)‏ هي كاتبة سيناريو ومخرجة وممثلة فرنسية، ولدت في 25 أكتوبر 1929 في روآن في فرنسا.

## وصلات خارجية
- راشيل واينبرغ على موقع IMDb (الإنجليزية)
- راشيل واينبرغ على موقع ألو سيني (الفرنسية)
- راشيل واينبرغ على موقع أول موفي (الإنجليزية)
- راشيل واينبرغ على موقع قاعدة بيانات الفيلم (الإنجليزية)
- راشيل واينبرغ على موقع كينوبويسك (الروسية)